# Gospa od Škrpjela
Gospa od Škrpjela är en ö i Montenegro. Den ligger i den sydvästra delen av landet, 50 km väster om huvudstaden Podgorica.